# 聖克魯什-達格拉西奧薩
39°3′17″N 28°0′51″W / 39.05472°N 28.01417°W

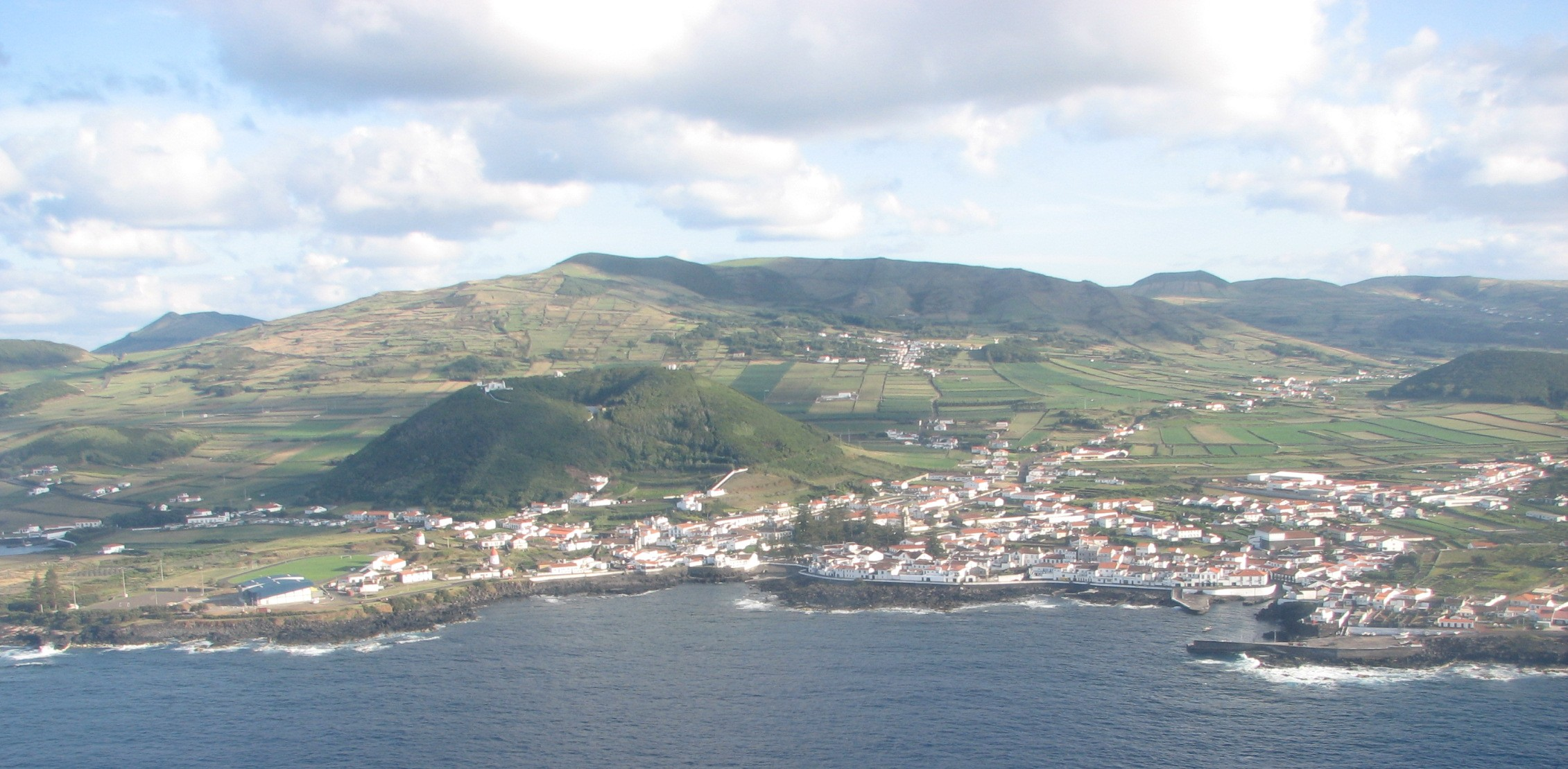

聖克魯什-達格拉西奧薩（葡萄牙語：Santa Cruz da Graciosa，葡萄牙語發音：[ˈsɐ̃tɐ ˈkɾuʒ ðɐ ɣɾɐsiˈɔzɐ] ⓘ）是葡萄牙的市鎮，位於亞速爾群島的聖米格爾島，始建於1839年，面積110.30平方公里，海拔高度580米，2001年人口6,726，人口密度每平方公里60.98人。

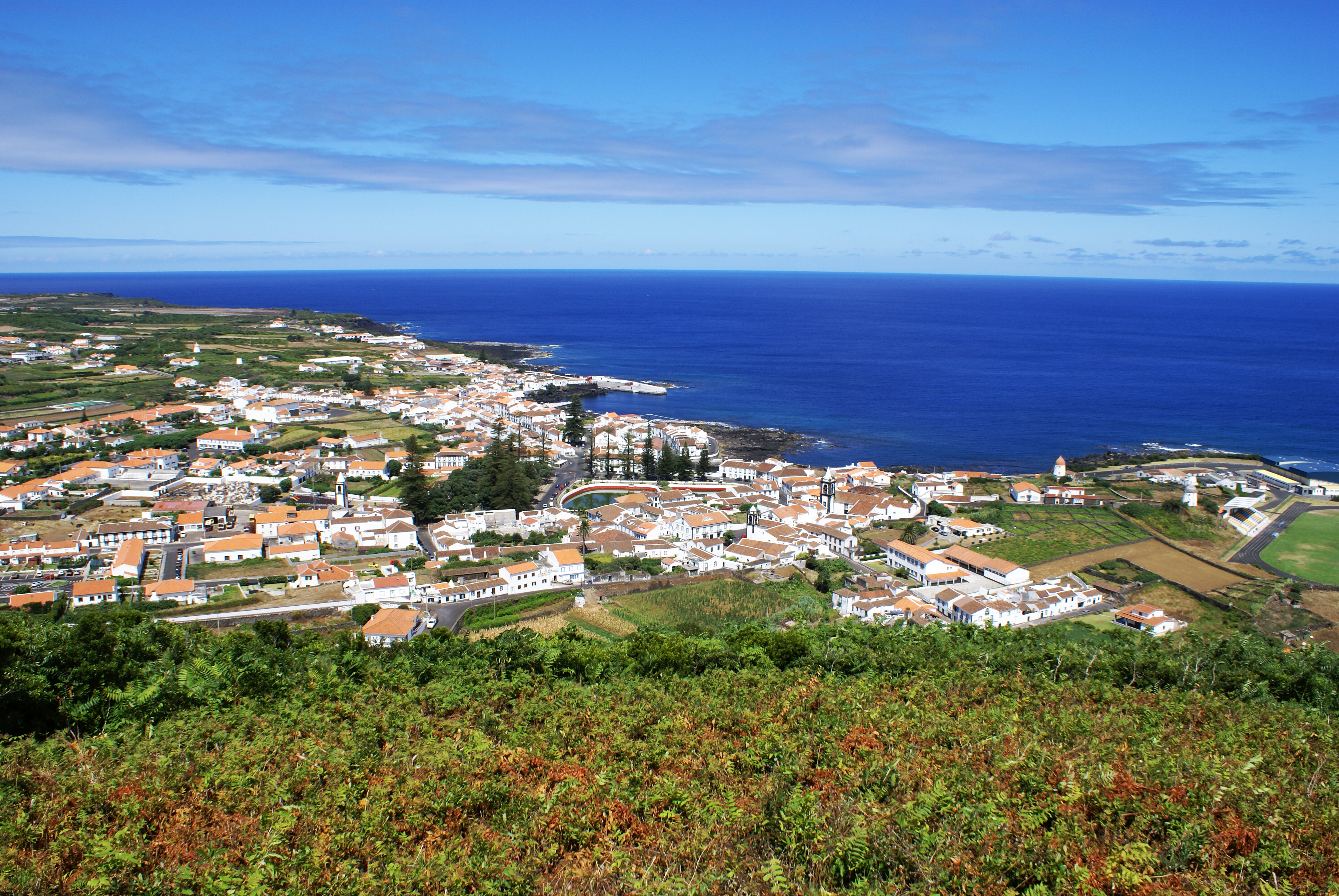

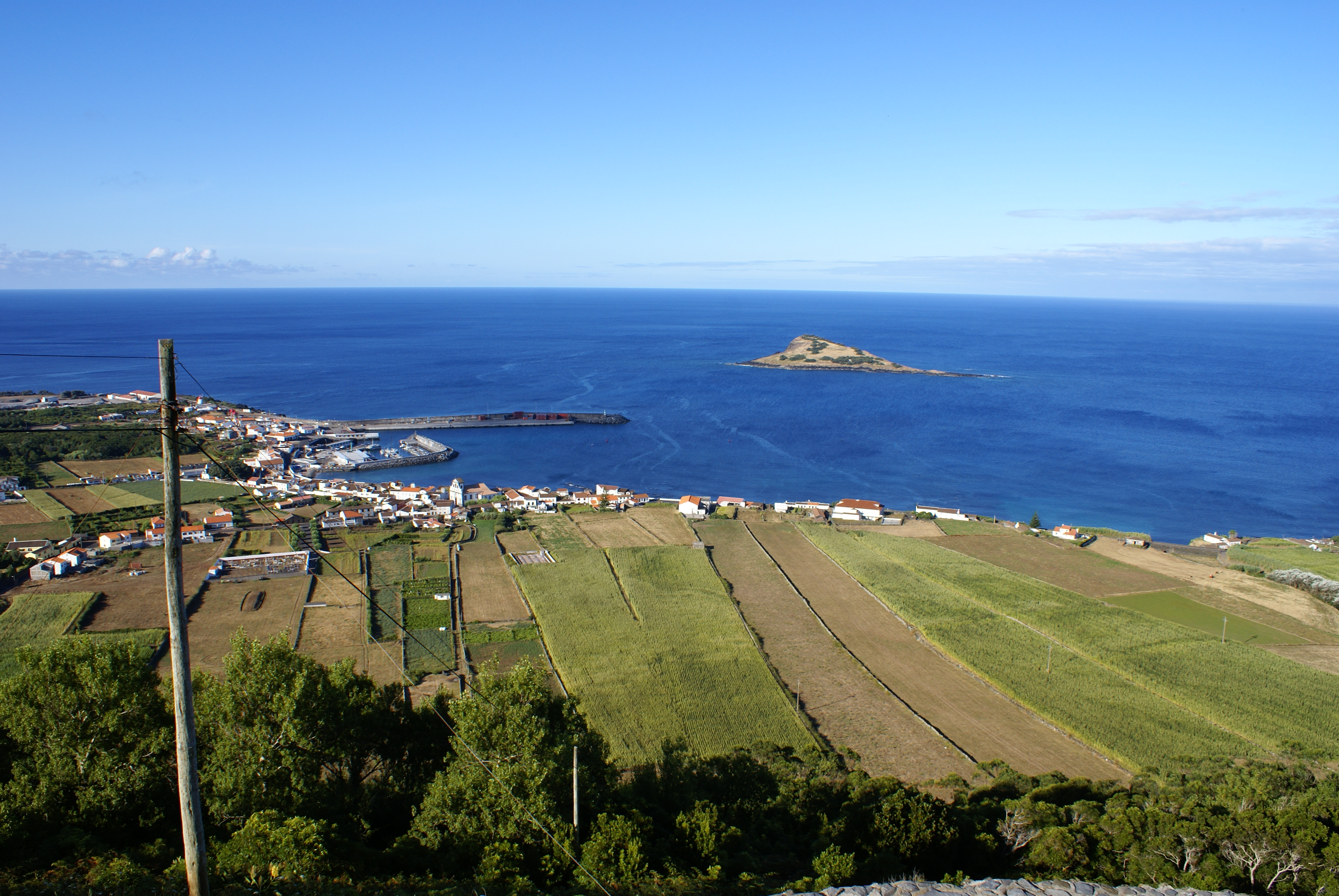